# Oeste Potiguar
Oeste Potiguar è una mesoregione del Rio Grande do Norte in Brasile.

## Microregioni
È suddivisa in 7 microregioni:
- Chapada do Apodi
- Médio Oeste
- Mossoró
- Pau dos Ferros
- Serra de São Miguel
- Umarizal
- Vale do Açu